# Ina Ruck

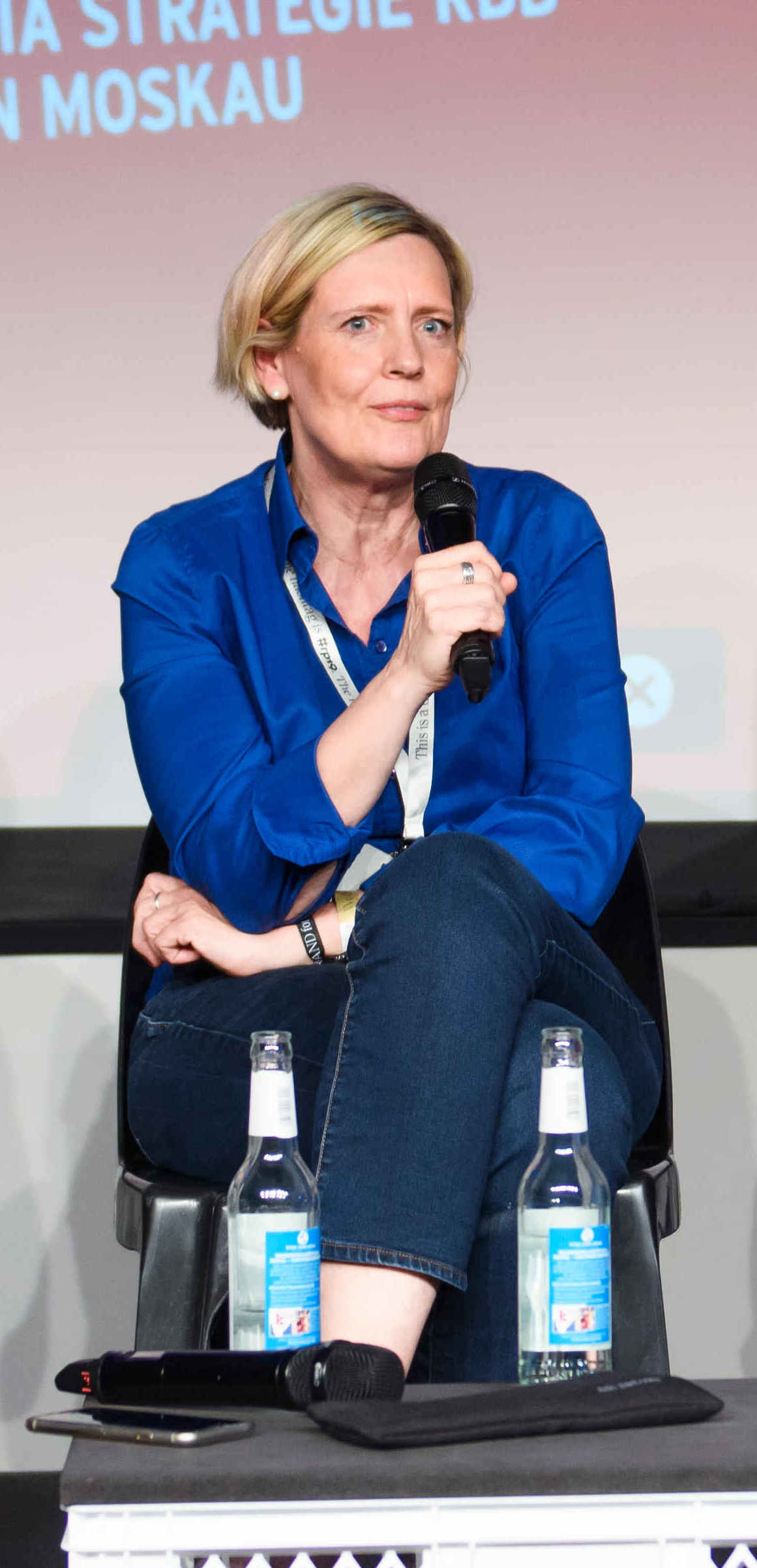
Ina Ruck, 2019

Ina Ruck (* 3. Juni 1962 in Unna) ist eine deutsche Journalistin und langjährige Auslands-Korrespondentin des Westdeutschen Rundfunks (WDR).

## Leben und Karriere
Ruck wuchs in Unna auf, wo ihre Eltern eine Gastwirtschaft betrieben und ihr Vater einen Vieh- und Pferdehandel hatte. An der Schule lernte sie Russisch. Nach dem Abitur am Geschwister-Scholl-Gymnasium Unna studierte Ruck Slawistik, Politikwissenschaft und Publizistik an der Westfälischen Wilhelms-Universität in Münster. Auslandssemester und -aufenthalte absolvierte sie am Puschkin-Institut Moskau, an der Universität Wien und an der Oxford University. Sie schloss ihr Studium 1989 mit dem akademischen Grad Magister Artium ab.
Von 1990 bis 1992 absolvierte sie ein Volontariat beim Norddeutschen Rundfunk (NDR), wechselte im Anschluss als Redakteurin und Reporterin zum ARD-Morgenmagazin. 1994 erhielt sie ein Journalistenstipendium bei ABC in Boston.
Seit 1995 arbeitet Ruck als Auslandskorrespondentin und außenpolitische Redakteurin. Jahrelang berichtete sie als Fernsehkorrespondentin vor allem aus Moskau und Washington, seit 2008 auch in leitender Funktion. Sie übernahm zunächst die Leitung des Moskauer Studios, 2015 wechselte sie als Studioleiterin ins ARD-Studio Washington. Ab 2018 führte sie bis 31. Dezember 2024 wieder das ARD-Studio Moskau.

## Auszeichnungen
- 1996: Axel-Springer-Preis für junge Journalisten für Live-Reportage aus Moskau zum 50. Jahrestag des Sieges der Roten Armee über Hitlerdeutschland
- 1998: Axel-Springer-Preis für junge Journalisten für Reportage ARD-exklusiv Jagd nach dem schwarzen Gold über Kaviarfischer an der Wolga
- 2000: Prix Bayeux-Calvados des Correspondants de Guerre für Kriegsberichterstattung (Beitrag für den Weltspiegel über eine Schule in Grosny)
- 2003: Ekofilm-Preis als Redakteurin beim Internationalen Filmfestival für Umweltschutz, Natur- und Kulturschutzerbe Ekofilm für Raubbau in der Taiga
- 2010: Liberty Award gemeinsam mit Stephan Stuchlik für ihren Beitrag Mord in Moskau – Wer erschoss Stanislaw Markelow?
- 2010: Marler Fernsehpreis für Menschenrechte von Amnesty International gemeinsam mit Stephan Stuchlik für die Dokumentation Mord in Moskau – Wer erschoss Stanislaw Markelow?[4]
- 2015: Besondere Ehrung des Deutschen Volkshochschul-Verbandes für ihre herausragenden Leistungen als Auslandskorrespondentin im Rahmen der Verleihung des Grimme-Preises[5]
- 2023: Hanns-Joachim-Friedrichs-Preis
- 2023: Journalistin des Jahres von Medium Magazin